# Catharsius platynotus
Catharsius platynotus là một loài bọ cánh cứng trong họ Bọ hung (Scarabaeidae).